# Zwei Husaren

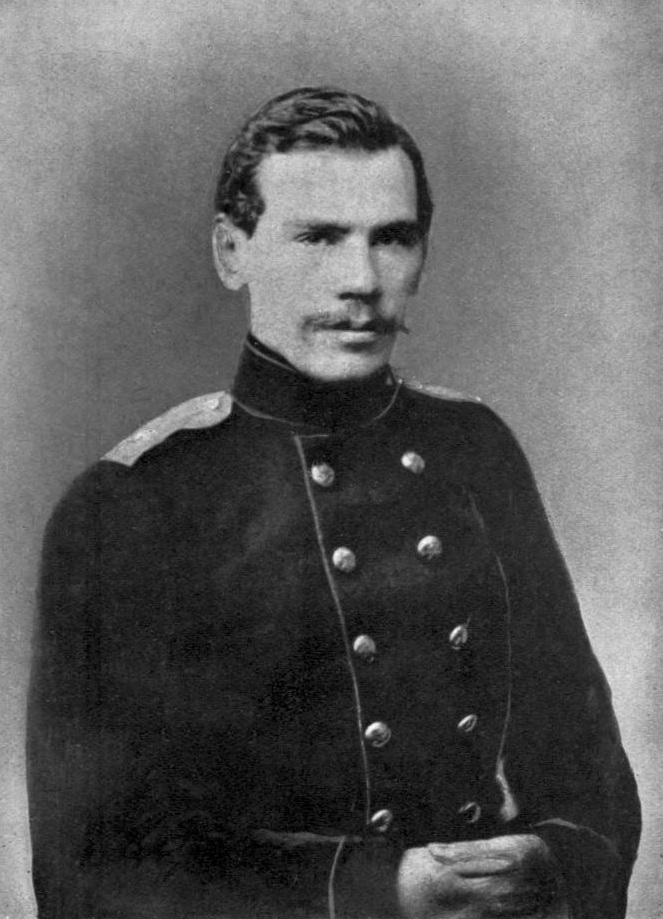
Lew Tolstoi im Jahr 1856

Zwei Husaren (russisch Два гусара, Dwa gussara) ist eine Novelle von Lew Tolstoi, die im zeitigen Frühjahr 1856 entstand und im Maiheft desselben Jahres im Sowremennik erschien. Der Autor hatte seinen Arbeitstitel Vater und Sohn auf Anraten des Herausgebers Nikolai Nekrassow geändert. 1984 verfilmte Wjatscheslaw Sigismundowitsch Krischtofowitsch die Novelle für das Fernsehen. Oleg Jankowski spielte Vater und Sohn Turbin.

## Inhalt
Um 1828 Jahren steigt der Husar Graf Fjodor Iwanowitsch Turbin in einem Hotel der Gouvernementsstadt K. ab und trifft dort auf seinen Kameraden Michail Wassiljewitsch Iljin, Kornett bei den Ulanen. Beide dienen in derselben Division. Da trifft es sich gut, dass Iljin den Kameraden, der unterwegs sein Geld verspielt hat, in seinem Hotelzimmer aufnimmt. Iljin steht Turbin im erfolglosen Kartenspiel nicht nach. Der Gutsbesitzer Luchnow hat Iljin im Spiel 15 000 Rubel abgenommen. Der Verlierer möchte sich die Kugel geben, da es sich bei dem verspielten Betrag um Geld des Staates handelt. Turbin verspricht Iljin seine Hilfe. Zunächst leiht sich der blanke Turbin bei dem Kavalleristen Sawalschewski hundert Rubel. Sawalschewski stellt Turbin seine Schwester Anna Fjodorowna Saizewa vor. Die junge, begehrenswerte, vermögende Witwe beleidigt Turbin, indem sie ihm finanziell unter die Arme greifen möchte. Gewöhnlich duelliert sich der Graf mit einem Beleidiger. Was macht man aber, wenn dieser eine Dame ist? Turbin weiß Rat. Er küsst und umarmt sie zur Strafe heftig. Bevor der Graf die Weiterreise antritt, nimmt er sich bei dem Falschspieler Luchnow das ergaunerte Geld mit Gewalt und übergibt es Iljin. Von den 16 300 Rubeln erhält der Graf 1300 Rubel für seine Reisekasse zurück.
Zwanzig Jahre später, im Mai 1848, ist Michail Iljin inzwischen Brigadegeneral. Graf Turbin wurde längst in einem Duell erschossen. Dessen Sohn, der 23-jährige Husar Rittmeister Graf Turbin junior, übernachtet mit seiner Eskadron in Morosowka. Besitzerin des Dorfes Morosowka ist die dem Leser bekannte Witwe Anna Saizewa. Turbin junior und sein Kamerad, der Kornett Polosow, machen Annas 22-jähriger Tochter Lisa den Hof. Der junge Turbin hat keine der tadelnswerten Charaktereigenschaften seines Vaters geerbt; bis auf eine verzeihliche Ausnahme: In jener mondhellen Mainacht, die dem gemeinsamen Abend mit Anna Saizewa, deren Bruder Sawalschewski und Lisa folgt, überrascht er bei einem kleinen Gartenspaziergang die an ihrem offenen Fenster schlummernde Lisa. Die erschrockene Jungfrau nimmt Reißaus. Kornett Polosow, der an jenem Abend der zurückhaltendere von beiden jungen Männern gewesen war, nennt, als er von dem Freunde die Geschichte am Fenster erzählt bekommt, den jungen Grafen einen Schurken. Ein dritter Offizier – das ist ein guter Kamerad der zwei Rivalen – kann das Pistolenduell der beiden in Liebesdingen Unerfahrenen nur mit Mühe verhindern.

## Rezeption
Iwan Turgenew, Nikolai Nekrassow und Wassili Botkin nahmen den Text begeistert auf. Alexander Druschinin prophezeite dem Autor eine glänzende schriftstellerische Zukunft. Nikolai Tschernyschewski lobte den Schritt vorwärts, den Tolstoi mit den Zwei Husaren vorwärts getan habe. Der Text war einer der ersten des Autors, der in eine fremde Sprache – in das Französische – übersetzt wurde. Turgenew schrieb dazu am 10. Februar 1875 in der Zeit, aus dem Bauplan der Zwei Husaren ließen sich Tolstois Prinzipien der Textkonstruktion ablesen.

## Deutschsprachige Ausgaben
- Zwei Husaren. Deutsch von Gisela Drohla. S. 44–120 in: Gisela Drohla (Hrsg.): Leo N. Tolstoj. Sämtliche Erzählungen. Zweiter Band. Insel, Frankfurt am Main 1961 (2. Aufl. der Ausgabe in acht Bänden 1982)